# Plachtín
Plachtín (německy Plachtin) je malá vesnice, část obce Nečtiny v okrese Plzeň-sever v Plzeňském kraji. Nachází se asi tři kilometry jižně od Nečtin. Prochází zde silnice II/193. Plachtín je také název katastrálního území o rozloze 9,19 km².

## Historie
První písemná zmínka o vesnici pochází z roku 1720.

## Obyvatelstvo
Při sčítání lidu v roce 1921 zde žilo 258 obyvatel (z toho 114 mužů), z nichž byli čtyři Čechoslováci a 254 Němců. Až na tři evangelíky se hlásili k římskokatolické církvi. Podle sčítání lidu z roku 1930 měla vesnice 247 obyvatel: pět Čechoslováků a 242 Němců. Kromě čtyř evangelíků byli římskými katolíky.
| Rok            | 1869 | 1880 | 1890 | 1900 | 1910 | 1921 | 1930 | 1950 | 1961 | 1970 | 1980 | 1991 | 2001 | 2011 | 2021 |
| -------------- | ---- | ---- | ---- | ---- | ---- | ---- | ---- | ---- | ---- | ---- | ---- | ---- | ---- | ---- | ---- |
| Počet obyvatel | 511  | 342  | 359  | 315  | 299  | 258  | 247  | 90   | 56   | 53   | 35   | 31   | 32   | 37   | 40   |
| Počet domů     | 50   | 51   | 51   | 51   | 51   | 51   | 51   | 30   | 30   | 16   | 13   | 28   | 28   | 34   | 38   |

## Obecní správa
Při sčítání lidu v letech 1869–1930 Plachtín byl osadou obce Hrad Nečtiny v okrese Kralovice. V roce 1950 byl samostatnou obcí v okrese Plasy. Od roku 1960 je částí obce Nečtiny v okrese Plzeň-sever. V roce 1950 k obci patřily Hrad Nečtiny a Nové Městečko.